# Macroteleia bryani
Macroteleia bryani är en stekelart som beskrevs av David Timmins Fullaway 1939. 
Macroteleia bryani ingår i släktet Macroteleia och familjen Scelionidae. Inga underarter finns listade i Catalogue of Life.